# Paul Aubert
Pour les articles homonymes, voir Aubert.
Paul Aubert, né à Aix-en-Provence le 9 février 1853 et mort à Angers en août 1938, est un sculpteur français. 

## Biographie
Élève d'Augustin Dumont et de François Truphème, il reçoit en 1886 une mention honorable au Salon des artistes français puis une médaille de 3e classe en 1894 et a exposé trente-et-une fois au Salon de 1879 à 1914.

## Images

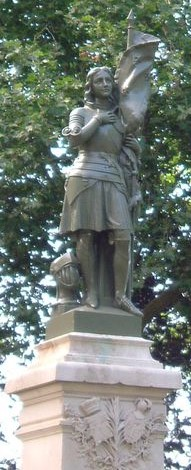
Ornements du piédestal (1909) de la Jeanne d'Arc au sacre du square Jeanne-d'Arc d'Angers
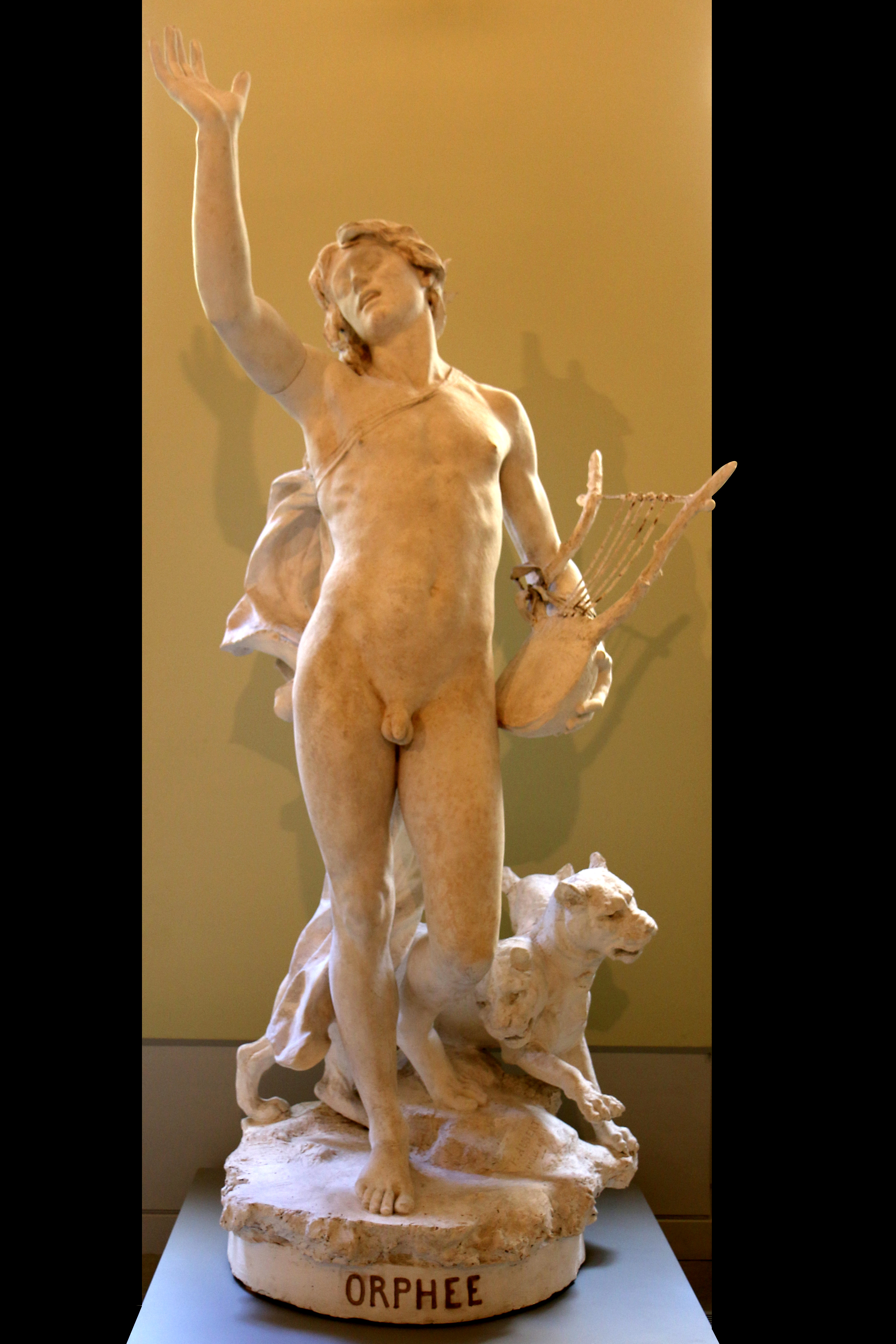
Orphée